# Maison La Roche
La Maison La Roche a été construite entre 1923 et 1925 par Le Corbusier et Pierre Jeanneret. Elle est considérée aujourd'hui comme un exemple prestigieux d'architecture moderne en France, dans lequel on trouve pour la première fois l'expression architecturale des cinq points pour une architecture nouvelle. C'est également pour Le Corbusier l'occasion de développer avec la villa son idée de promenade architecturale : « C'est en marchant, en se déplaçant que l'on voit se développer les ordonnances de l'architecture ».
La Maison La Roche est jumelée avec la Maison Jeanneret, qui abrite aujourd'hui la Fondation Le Corbusier. Les deux bâtisses sont classées monument historique depuis 1996. Le site est inscrit, avec 16 autres œuvres architecturales de Le Corbusier, au patrimoine mondial de l'UNESCO en 2016.

## La commande
« La Roche, quand on a une belle collection comme vous, il faut se faire construire une maison digne d'elle »

— Le Corbusier.

La Maison La Roche est une commande du collectionneur bâlois Raoul Albert La Roche dont la maison/galerie est destinée à abriter sa collection personnelle d'œuvres cubistes et puristes.
Installé à Paris en 1912, Raoul Albert La Roche rencontre son compatriote Le Corbusier en 1918. La Roche est séduit par les idées et les expériences de la peinture puriste que revendiquent Le Corbusier et Amédée Ozenfant et se lie d'amitié avec les deux artistes, qui l'aideront à se constituer une collection d'art moderne très riche, composée de peintures de Picasso, Braque, Leger, Lipchitz. C'est assez logiquement qu'il se tournera vers Le Corbusier pour réaliser une maison/galerie lorsqu'il se préoccupera d'héberger sa collection.
Le Corbusier et son cousin Pierre Jeanneret ont d'abord envisagé de construire un grand ensemble architectural, mais développent finalement un  projet pour deux maisons voisines, présentant des programmes différents : 
- l'une des maisons doit abriter une famille avec enfants et comporte un grand nombre de pièces : c'est la « maison Jeanneret » qu'occupera Albert Jeanneret, le frère de Le Corbusier, son épouse Lotti (née Rääf) (sv) et leurs deux filles ;
- l’autre maison est destinée à un célibataire propriétaire d’une collection de peintures : c'est la « maison La Roche ».

## La maison

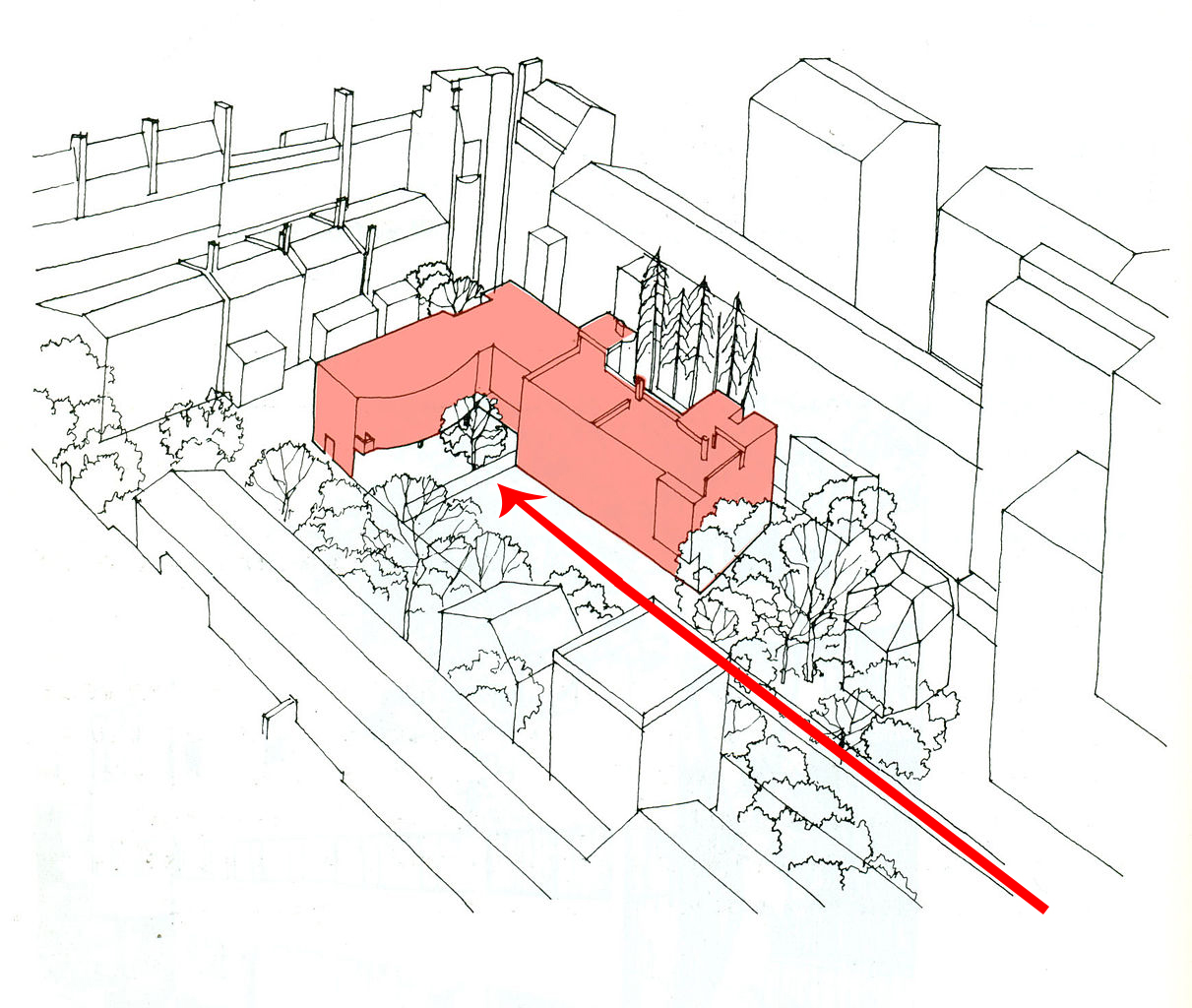
Positionnement des maisons La Roche et Jeanneret dans le square du Docteur-Blanche.

La Maison La Roche se situe au 10 square du Docteur-Blanche à Paris, sur un terrain situé au fond d'une impasse. Afin de satisfaire la double demande d'une maison familiale et d'une maison/galerie, les architectes choisiront de dissocier les fonctions : ainsi les espaces d'habitation se trouvent regroupés sur la même bande de terrain tandis que la galerie s'élève sur pilotis dans l'axe du terrain.
Raoul La Roche souhaitait une maison à l'image de son train de vie austère (et ce alors qu'il était financièrement aisé). La maison est ainsi imprégnée d'austérité et développe une esthétique « pauvre » où sont magnifiés les volumes et les surfaces « assemblés sous la lumière ».

## Les espaces de la maison
La maison se développe sur 3 niveaux, en comptant le toit-terrasse. Depuis le hall d'entrée, ce sont deux parcours qui s'offrent au visiteur. Ainsi à gauche en entrant dans le hall, un escalier qui dessert la galerie de tableaux dont une élégante rampe en courbe amène à la bibliothèque. À droite, l'escalier plus discret mène au lieu de vie du propriétaire. Ces deux parcours sont indépendants et sont reliés au premier étage par une passerelle dans la double hauteur du hall.
- Le hall : un espace très généreux en double hauteur accueille le visiteur à son entrée dans la maison. Sans ouverture directe sur l'extérieur, le hall bénéficie tout de même d'un éclairage indirect provenant de la passerelle assurant la liaison entre les deux domaines public et privé de la villa.

- La galerie : un espace qui s'étire à l'horizontale, en contrepoint de la verticalité du hall. À droite en entrant, le plafond se rabaisse au-dessus de la cheminée. À gauche, une rampe vient se loger dans le creux de la façade en courbe et donne accès à la bibliothèque. L'espace de la galerie a été modifié en 1928, à la suite de dégâts occasionnés par le chauffage central. Des travaux sont entrepris avec Charlotte Perriand et Alfred Roth : l'espace sous la rampe, autrefois pleine, vient accueillir une étagère de verre et de métal, une table en marbre vient s'ancrer dans un sol recouvert de caoutchouc rose et de carreaux noirs, et un grand luminaire en tôle vient éclairer cimaise et plafond.

- La bibliothèque : un espace en retrait auquel on accède par la rampe de la galerie. Les sources de lumière sont variées : directe via une fenêtre en redent ou par le puits de lumière, ou indirecte depuis le vide du hall.

- La salle à manger : cet espace s'ouvre sur l'extérieur grâce à une fenêtre tout en longueur, et se trouve du coup baigné de lumière naturelle.

- La chambre, dite "Puriste"  : de dimensions surprenantes : juste de quoi y placer un lit double (et encore contre un mur), une table métallique et une armoire basse, la chambre bénéficie d'une double exposition nord-est/sud-ouest.

- Le toit-jardin: cet espace est traité de manière identique dans les deux maisons: un kiosque pour se protéger des intempéries, un banc et des dalles en ciment.

## Le mobilier
Le mobilier de la Maison La Roche a été entièrement dessiné ou choisi par les maîtres d'œuvre, qui affichent une grande variété :
- des créations : banquette cannée à structure métallique, « tables La Roche » juxtaposables avec un plateau de bois et des pieds nickelés, fauteuil, chaise longue, etc.,
- des objets types édités industriellement : chaises  Thonet ou Kohn, applique Chalier,
- des meubles de style : fauteuils Maple.

## Couleurs
La restauration de la maison La Roche, achevée en 2009, s'est efforcé de remettre en couleur les espaces de manière fidèle. Il y a une vraie correspondance de la polychromie de la maison La Roche avec les tableaux de Le Corbusier de la même époque.

## Classement à l'UNESCO
La candidature de plusieurs sites construits par Le Corbusier (dont la maison) au patrimoine mondial de l'UNESCO a déjà été refusée en 2009 puis en 2011 en raison d'une liste trop longue et l’absence du site de Chandigarh en Inde,. Un nouveau dossier de candidature tenant compte des différentes remarques est déposé fin janvier 2015 et proposé lors de la 40e session du Comité du patrimoine mondial qui se tient à Istanbul (Turquie) du 10 au 17 juillet 2016. L'ensemble est finalement classé le 17 juillet 2016.